# Scheuersaugmaschine

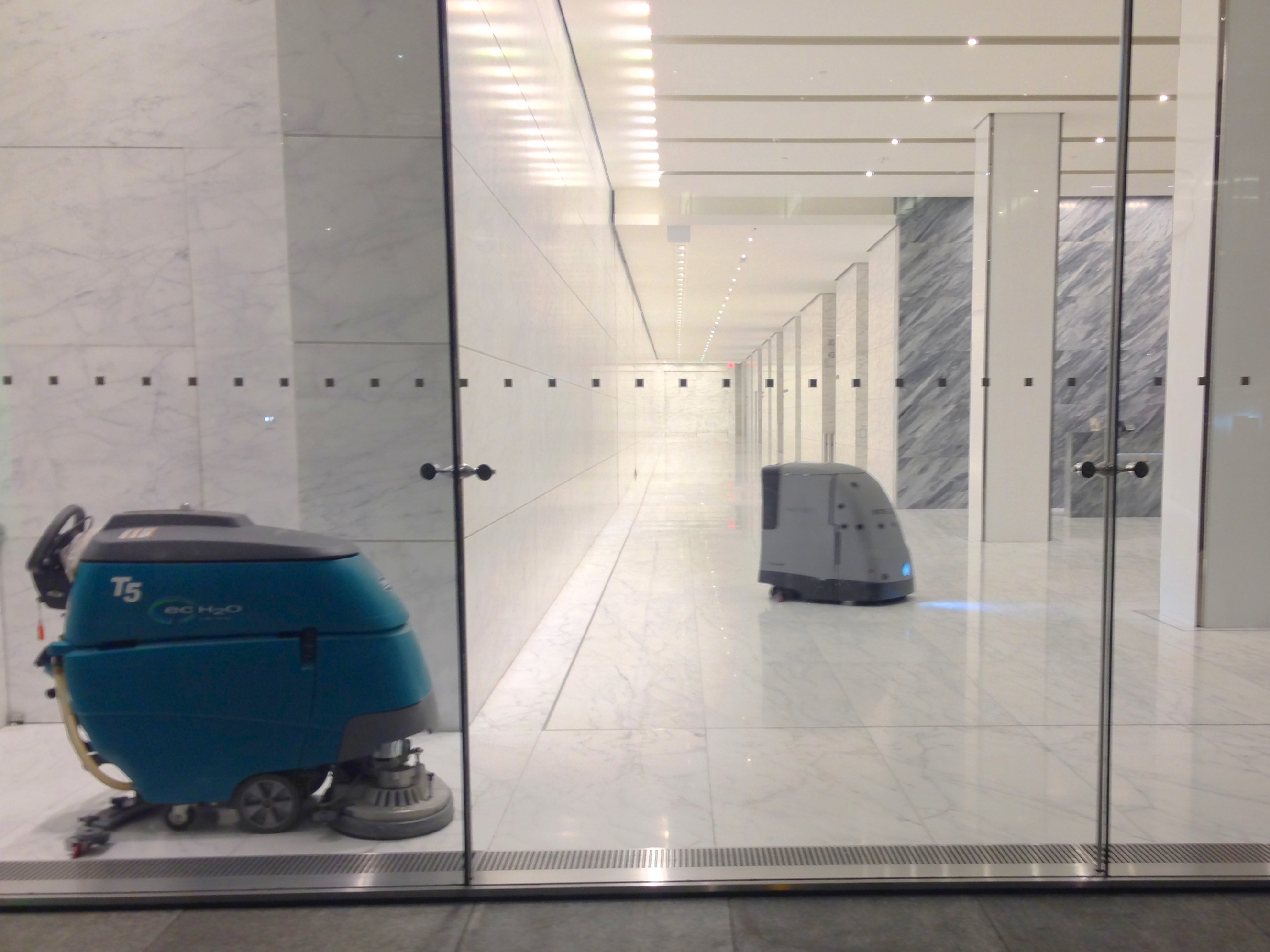
Zwei Scheuersaugmaschinen.

Eine Scheuersaugmaschine, auch Scheuersaugautomat, Bodenreiniger oder in Österreich Putzmaschine genannt, ist eine halb- oder vollautomatische Maschine zur Reinigung von Böden. Scheuersaugautomaten gibt es als Nachläufer-Modelle für kleine bis mittlere Flächen, beispielsweise in Supermärkten, und als Aufsitzer für große Flächen, wie etwa in Flughäfen.
Die ersten Scheuersaugmaschinen gab es etwa in der Mitte der 1950er Jahre; ein Anbieter ab 1956 war die amerikanische Firma Clarke.

## Aufbau und Funktion
Scheuersaugautomaten fördern Wasser mit Reinigungsmittel auf die Bodenoberfläche, schrubben diese Fläche mit einer Bürste oder Walze und saugen zum Schluss das ganze Wasser wieder auf mit Hilfe der Saugleiste, die meist hinten an der Maschine angebracht ist.
Die Maschinen sind entweder mit einer Tellerbürste oder einer Walzenbürste ausgestattet.
Die Scheuersaugautomaten verfügen über zwei Tanks: einen für das saubere Wasser, das zum Reinigen verwendet wird, und einen für das Schmutzwasser, das beim Absaugen wieder aufgenommen wird.
Vor dem Gebrauch mit einem Scheuersaugautomaten muss der Boden vorgekehrt sein, deshalb sind manche Maschinen mit einem Kehrbesen ausgestattet, der verhindert, dass beim Reinigen Schmutz unter die Bürste gelangt.